# Ptychoglene stenodora
Ptychoglene stenodora är en fjärilsart som beskrevs av Dyar 1913. Ptychoglene stenodora ingår i släktet Ptychoglene och familjen björnspinnare. Inga underarter finns listade.